# Penitenciarul Miercurea Ciuc
Penitenciarul Miercurea Ciuc este o unitate de detenție din municipiul Miercurea Ciuc, județul Harghita. În timpul regimului comunist din România a funcționat ca închisoare politică pentru femei. 

## Istoric
Clădirea penitenciarului a fost construită între anii 1896–1898. Aceasta este formată din 23 de celule, 4 săli și un antreu. La date de 28 octombrie 1929, clădirea a intrat în posesia Ministerului justiției. Prin decizia nr. 36949 din 29 decembrie 1929 a ministrului de justiție, Grigore Iunian, Penitenciarul Mirecurea Ciuc a intrat în categoria penitenciarelor de categoria I. Din anul 1964 penitenciarul s-a axat pe deținuții de drept comun. 
Penitenciarul a fost desființat ca urmare a  Decretul nr. 255 de la data de 31 iulie 1977, pentru a fi reînființat la 1 mai 1983.
Penitenciarul Miercurea Ciuc este situat în centrul municipiului Miercurea Ciuc, în S-E județului Harghita, depresiunea Ciucului, într-o zona friguroasa, cu o temperatura medie de -15 pâna la -30 gr. C (aproximativ 5 luni pe an).
Clădirea penitenciarului Miercurea Ciuc datează din perioada anilor 1896 – 1898 (aspect ce reiese din documentele existente la arhiva unitatii).
Din documentele păstrate, reiese că activitatea Închisorii Parchetului Tribunalului Miercurea Ciuc a început la data de 15 mai 1923. Prin noua lege de organizare, din 27 iulie 1929, pusă în aplicare din 01.01.1930, Administratia Penitenciara este intitulată „Directiunea Generala a Penitenciarelor și Institutelor de Preventie”. De asemenea, în locul denumirii de „închisoare” se va întrebuința cuvântul „penitenciar”.
Prin decizia nr. 36949 din 29 decembrie 1929 a ministrului Justitiei, Grigore Iunian, se facea clasificarea penitenciarelor. Penitenciarul Miercurea Ciuc era încadrat în categoria penitenciarelor judetene clasa I, alături de cele din : Constanța, Alba Iulia, Cluj, Făgăraș, Hunedoara ș.a.
Primul director la Penitenciarului Miercurea Ciuc a fost subofițerul de aviație Emil Manariu, născut în anul 1884 la Vaslui, având ca personal de serviciu 4 gardieni. Pe măsură ce sporește numărul arestatilor, creste si numarul personalului de serviciu. Astfel, în martie 1924 se aflau 51 de arestati : 48 bărbati si 3 femei “ toti cu atitudine pașnica ” și un număr de 11 angajati : 1 director, 1 contabil, 1 prim-gardian si 8 gardieni.
Cladirea Penitenciarului Miercurea-Ciuc a fost construita între anii 1896 - 1898, 
cu etaj si alte doua corpuri cu parter, având 23 de celule, 4 sali si un antreu.
Referitor la categoriile de detinuti ce s-au perindat de-a lungul anilor prin acest loc de detinere, putem arăta, având la baza documente arhivate, urmatoarele :
• de la înfiintare, respectiv din data de 15.05.1923 si pâna în anul 1940 – au fost încarcerati detinuți de drept comun;
• pentru perioada 1940 – 1947 nu se regăsește în acte vreo mențiune cu privire la categoria detinutilor. Totuși, în acea perioadă, în apropierea orașului Miercurea Ciuc, a existat un lagăr de concentrare pentru detinuti politici, iar acest lucru ne conduce la concluzia că în Penitenciarul Miercurea Ciuc au fost încarcerati, în acea perioadă, deținuți de asemenea categorie.
• între anii 1947-1950 se evidențiază prezența deținuțolor politici și de drept comun.
• începând cu anul 1964 profilul penitenciarului este pe detinuți de drept comun.
În anii 1950-1951, la Penitenciarul Miercurea Ciuc a fost deținut fruntasul comunist Lucrețiu Pătrășcanu, și de asemenea, timp de o lună, în martie 1956, Elena Patrașcanu, soția lui.
Prin Decretul nr. 225/1977, Penitenciarul Miercurea Ciuc a fost desființat la 31 iulie 1977. A fost reînființat la 1 mai 1983.